# Свіфт гуєрерський
Свіфт гуєрерський (Cypseloides storeri) — вид невеликих птахів родини серпокрильцевих (Apodidae).

## Поширення
Ендемік Мексики. Має обмежений ареал у південно-західній частині країни, де він відомий лише за кількома записами та шістьма зразками, зібраними в Герреро, Мічоакані і Халіско. Його природне середовище проживання — субтропічні або тропічні вологі гірські ліси. Трапляється на висоті 1500—2500 м над рівнем моря в гірських лісах і скелястих місцевостях.

## Назва
Його видову назву storeri дано йому на честь Роберта Вінтропа Сторера (1914—2008), американського орнітолога, на знак визнання його внеску в знання про птахів Мічоакана та Герреро.

## Опис
Довжина дзьоба 4,8 мм, крил 135 мм, хвоста 42,6 мм, ніг 17,3 мм. Маса тіла голотипа, становить 39,5 грама. Оперення більшості має темно-коричневий колір — світліше на нижній стороні тіла, темніше на вигинах крил і на прямих кутах. Пір'я на лобі, боках голови, підборідді і частині горла мають білі кінчики. Ноги і стопи чорнуваті.